# Горбань, Александр Николаевич (режиссёр)
Александр Николаевич Горбань (29 сентября 1960 — 21 июня 2015) — советский и российский театральный режиссёр

; ранее был актёром театра. Отец актрисы Марии Горбань.

## Биография
В 1982 г. окончил Киевский институт театрального искусства по специальности «актёр театра и кино».  B 1986 г. окончил режиссёрский факультет ГИТИСа.
Работал актёром в ТЮЗе г. Сумы и Театре драмы им. Ф. Волкова в Ярославле.
С 1988 режиссёр Всероссийских Творческих мастерских при СТД РФ, с 1990 режиссёр театра «Сатирикон».  С 1995 режиссёр театра им. Е. Вахтангова.

## Постановки в театре им. Е. Вахтангова
- «Проделки Скапена» Ж. Б. Мольера
- «Али-Баба и сорок разбойников» М. Воронцова и В. Шалевича
- «За двумя зайцами…» М. Старицкого
- «Левша» по Н. Лескову.

## Постановки в театре «Сатирикон»
- «Багдадский вор» Д. Тухманова и Ю. Энтина
- «Голый король» Е. Шварца
- «Мнимый больной» Ж. Б. Мольера
- «Хозяйка гостиницы» К. Гольдони
- «Шоу-Сатирикон»

## Постановки во Всероссийских Творческих мастерских при СТД РФ
- «Мириам» О. Юрьева
- «Щ-854» по А. Солженицыну
- «Под Вифлеемской звездой» Ю. Волкова

## Постановки в других театрах
- В театре «Московская оперетта» — «Фиалка Монмартра» И. Кальмана, «Моя прекрасная леди» Ф. Лоу.
- В Театре имени К. С. Станиславского — «Иван Васильевич…» М. Булгакова.
- В Театре имени Р. Симонова — «На всю катушку» Дж. Гэя, «Комедианты» Э. де Филиппо, «Четыре близнеца» П. Панчева, «Шерше ля фам» Д. Пуаре, «Демгородок» Ю. Полякова, «Голый король».
- В Тюменском драматическом театре: «Вишнёвый сад» А. П. Чехова, «Контрабас» П. Зюскинда, «Revizor» Н. В. Гоголя, «Моц-Арт» В. Стольникова, «Собачье сердце» по М. В. Булгакову, «За двумя зайцами» М. П. Старицкого.
- В Курганском драматическом театре: «Женитьба!» Н. В. Гоголя, «Хоп-хэй-хоп!» Р. Куни, «Ё-моё!» А. Коровкина, «Призрак на цыпочках» Р. Розмари, «Ах, театр, театр, театр!» М. Фрейна, «Даёшь, Сингапур!» А. Галина, «Ревизор».
- В Сургутском музыкально-драматическом театре: «Я люблю тебя, бабушка» и «Наследники Тарн» В. Стольникова.
- В Томском драматическом театре: «Ревю-Zero» по Н. Гоголю.
- В Краснодарском театре драмы: «Ревизор» Н. Гоголя.
- В Архангельском драматическом театре: «За двумя зайцами» М. П. Старицкого.